# Herminia cervina
Herminia cervina là một loài bướm đêm trong họ Noctuidae.